# Machine Gun Preacher
El soldado de Dios es una película de 2011. La película fue escrita por Jason Keller, dirigida por Marc Forster y es protagonizada por Gerard Butler. Cuenta la historia de Sam Childers, y sus esfuerzos para salvar a los niños perdidos de Sudán en colaboración con el Ejército de Liberación del Pueblo de Sudán contra las atrocidades del Ejército de Resistencia del Señor. La filmación comenzó en junio de 2010 en Míchigan. La película tuvo un lanzamiento limitado el 23 de septiembre de 2011.

## Sinopsis
La película está basada en la vida de Sam Childers, un ex-traficante de drogas que tocó fondo tras golpear a un hombre hasta casi matarle. Después de esto, se convirtió en un devoto religioso y en un cruzado para salvar la vida de niños sudaneses que habían sido obligados por el ERS a convertirse en soldados.

## Elenco
|                |                    |
| Gerard Butler. | Michelle Monaghan. |

- Gerard Butler como Sam Childers.
- Michelle Monaghan como Lynn Childers.[3]
- Michael Shannon como Donnie.
- Madeline Carroll Paige #2.
- Kathy Baker como Daisy.
- Misty Mills como Chica en bicicleta.
- Nicole Michele Sobchack como Jessica.
- Brett Wagner como Ben Hobbs.
- Mandalynn Carlson como amiga de Paige.
- Souléymane Sy Savané como Deng.
- Richard Goteri como Propietario de tienda de armas.
- Peter Carey como Bill Wallace.
- Rhema Marvanne como Rik Oskam.

## Recepción
La película recibió reseñas en su mayoría negativas. Catherine Shoard de The Guardian sintió que la historia de Childers es "entusiastamente adaptada" donde él es mostrado como "mitad santo, mitad psicópata", pero se quejó de los agujeros en la trama. Robbin Collin de The Daily Telegraph sintió que la película era "con demasiado respeto" de Childers y falló en mostrar su verdadero carácter. David Sexton de London Evening Standard sintió que Butler es "plausible como un hombre de violencia contenida y no contenida", y elogia la forma en que la película muestra el cambio en el hombre. En cambio, sintió que la película era una colección de piezas no conectadas. 
John McCarthy de Catholic News Service sintió que la película se enfocaba en la acción en lugar del viaje espiritual de Childers.